# Шандрівська сільська рада (Юр'ївський район)
| Шандрівська сільська рада — орган місцевого самоврядування у Юр'ївському районі Дніпропетровської області з адміністративним центром в селі Шандрівка. Розташована в північній частині району, за 35 км від районного центру вздовж річки Оріль. Сільській раді підпорядковані населені пункти: - с. Новошандрівка - с. Шандрівка |

## Склад ради
Рада складається з 14 депутатів та голови.

## Керівний склад сільської ради
| ПІБ                      | Основні відомості                                                         | Дата обрання | Дата звільнення |
| ------------------------ | ------------------------------------------------------------------------- | ------------ | --------------- |
| Папуша Іван Васильович   | Сільський голова, 1949 року народження, освіта, член народної партії      | 26.03.2006   | 31.10.2010      |
| Володько Юлія Миколаївна | Сільський голова, 1970 року народження, освіта вища, член Партії регіонів | 31.10.2010   |                 |

Примітка: таблиця складена за даними джерела

## Соціальна сфера
На території сільської ради знаходяться такі об'єкти соціальної сфери:
- Шандрівська СЗОШ;
- Шандрівський дитячий садок «Колосочок»;
- Шандрівський фельдшерський пункт;
- Новошандрівський фельдшерський пункт;
- Шандрівський сільський будинок культури;
- Шандрівська бібліотека філія № 15.